# Moysés Blás
Moysés Blás, également connu sous le nom de Moses Blass, né le 24 mars 1937, est un ancien joueur brésilien de basket-ball.

## Palmarès
- 3e des Jeux olympiques 1960